# Shinyanga Urban (huyện)
Shinyanga Urban là một huyện thuộc vùng Shinyanga, Tanzania. Thủ phủ của huyện Shinyanga Urban đóng tại Shinyanga. Huyện Shinyanga Urban có diện tích 548 ki lô mét vuông. Đến thời điểm điều tra dân số ngày 25 tháng 8 năm 2002, huyện Shinyanga Urban có dân số 134523 người.